# ティモシー・デイリー
ティモシー・デイリー（Timothy Daly, 1956年3月1日 - ）は、アメリカ合衆国の俳優、声優、プロデューサー。

## 経歴

### デビュー以前
ニューヨーク市生まれ。俳優ジェームズ・デイリーの息子で、女優タイン・デイリーの10歳年下の弟。バーモント州のベニントン・カレッジ在学中にプロとなった。カレッジでは演劇と文学を学び、サマー・ストック（夏の間だけ上演される劇場）に出演した。

### デビュー以降
初主演は、バリー・レヴィンソン監督の映画『ダイナー』。この映画は、ケヴィン・ベーコン等、今日最も尊敬を集めている俳優達のキャリアのスタートともなっている。その後すぐに続いてアラン・ルドルフの主要作品『メイド・イン・ヘブン』、アメリカン・プレイハウスの『ザ・ライズ&ライズ・オブ・ダニエル・ロケット』、CBSのドラマシリーズ『オールモスト・グロウン』で主役を務めた。
また、ブロードウェイでは、ティナ・ハウ脚本の『コースタル・ディスターバンス』、マンハッタン・シアター・クラブでの『オリバー、オリバー』、 ビル・C・デイヴィスの『マス・アピール』、トリニティ・スクエア・レパートリーでのウイリアム・インジの『バス・ストップ』などの舞台に出演。他にもサンタフェ・フェスティバル・シアターでテネシー・ウィリアムズの『ガラスの動物園』、ウイリアムズタウン・プレイハウスで『心の中のナイフ』と『緋色の研究』、バークシャー・シアター・フェスティバルで『パリ行き』などで主役を務めた。 
テレビではNBCの長寿シチュエーションコメディ『ウイングス』のくそまじめなパイロット、ジョー・ハケットの役で有名である。その役はケヴィン・コンロイに勝って得た。『ザ・ソプラノズ 哀愁のマフィア』にはクリストファー・モルティサンティの旧友で、ギャンブルとドラッグの問題と戦う売れない脚本家のJ・T・ドラン役で何度か出演。
最近では『軍事法廷/駆逐艦ケイン号の叛乱』のブロードウェイのリバイバルで、デヴィッド・シュワイマー、ジェリコ・イヴァネクと共演した。ABCの連続犯罪ドラマ『アイズ』にも出演したが、好評にもかかわらず、わずか5話で打ち切りとなった。
また、アニメ版『スーパーマン』でのスーパーマンの声優としても知られる。偶然だが、デイリーもコンロイもいくつかのクロスオーバーするエピソードで互いに同じ役を演じたこともある。デイリーは、『ジャスティス・リーグ』のスーパーマンを演じることはできなかった(その役は俳優ジョージ・ニューバーンが演じることになった）。1960年代の有名なテレビドラマのリメイク『逃亡者』に主演する契約を既に結んでいたためである。このリメイクはわずか1シーズン（2000年-2001年）しか放送されなかった。2002年のビデオゲーム『スーパーマン：アポコリプスの影』と2006年にOVAとして発売された『スーパーマン：ブレイニアックの襲撃』で、スーパーマンの役をもう一度演じた。
2006年現在、ABCの新しいドラマ 『ザ・ナイン』にニック・キャバノー(Nick Cavanaugh)役で出演中。

### 私生活

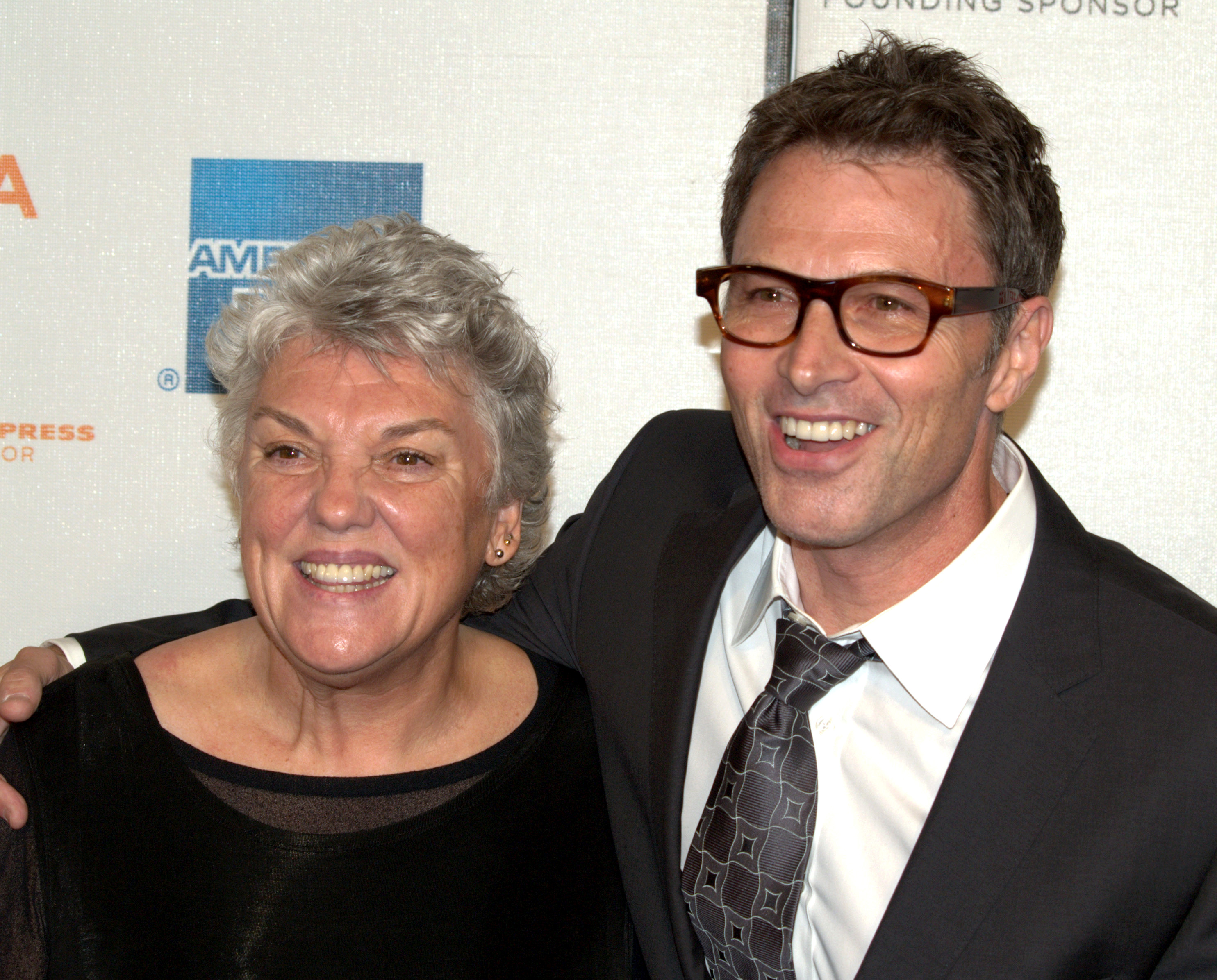
2009年、タイン・デイリーと

デイリーと元妻である女優エイミー・ヴァン・ノストランドには2人の子供がいる。夫妻はコースト・プレイハウス社制作、ヴィンセント・J・カーディナル原作の『コロラド・カテキズム』でドラマローグ最優秀女優賞、最優秀男優賞をロサンゼルスで受賞した。
2014年より、ティア・レオーニと交際している。

## 主な出演作品

### 映画
| 公開年 | 邦題 原題                                                                    | 役名                            | 備考                    |
| ------ | ---------------------------------------------------------------------------- | ------------------------------- | ----------------------- |
| 1982   | ダイナー Diner                                                               | ウィリアム・ハワード            |                         |
| 1984   | トップモデルと結婚する法 I Married a Centerfold                              | ケヴィン                        | テレビ映画              |
| 1985   | プライム・オブ・パッション/華麗なるミラーズ Mirrors                          | クリス・フィリップス            | テレビ映画              |
| 1987   | メイド・イン・ヘブン Made in Heaven                                          | トム・ドネリー                  |                         |
| 1988   | デビルズ・バインダー Spellbinder                                             | ジェフ                          | 日本劇場未公開          |
| 1988   | 恋のマネー・ゲーム Love or Money                                             | クリス・マードック              | 日本劇場未公開          |
| 1992   | イヤー・オブ・ザ・コメット/失われたワインを追え! Year of the Comet           | オリヴァー                      | 日本劇場未公開          |
| 1994   | デンジャー・ハート Dangerous Heart                                           | エンジェル                      | テレビ映画              |
| 1994   | インターセクション Witness to the Execution                                  | デニス                          | テレビ映画              |
| 1995   | ジキル博士はミス・ハイド Dr. Jekyll and Ms. Hyde                             | リチャード・ジャックス博士      |                         |
| 1996   | チャンス! The Associate                                                      | フランク・ピーターソン          |                         |
| 1998   | 私の愛情の対象 The Object of My Affection                                    | ロバート・ジョリー博士          |                         |
| 1999   | 射殺 Execution of Justice                                                    | ダン・ホワイト                  | テレビ映画 兼製作総指揮 |
| 2000   | ジョージアの風 A House Divided                                               | チャールズ                      | テレビ映画              |
| 2003   | 閉ざされた森 Basic                                                           | ビル・スタイルズ大佐            |                         |
| 2003   | ワイルダー・デイズ Wilder Days                                               | ジョン・モース                  | テレビ映画              |
| 2004   | ファイティング×ガール Against the Ropes                                      | ギャビン・リース                | 日本劇場未公開          |
| 2006   | スーパーマン:ブレイニアック・アタック Superman: Brainiac Attacks             | クラーク・ケント / スーパーマン | 声の出演                |
| 2006   | The Good Student                                                             | Ronald Gibb                     |                         |
| 2009   | The Skeptic                                                                  | Bryan Becket                    |                         |
| 2009   | スーパーマン/バットマン:パブリック・エネミー Superman/Batman: Public Enemies | クラーク・ケント / スーパーマン | 声の出演                |
| 2009   | PoliWood                                                                     | 本人                            | ドキュメンタリー        |
| 2010   | スーパーマン/バットマン:アポカリプス Superman/Batman: Apocalypse             | クラーク・ケント / スーパーマン | 声の出演                |
| 2010   | Dilf                                                                         | Jake Holt                       | 短編映画                |
| 2012   | Justice League: Doom                                                         | クラーク・ケント / スーパーマン | 声の出演                |
| 2013   | After Darkness                                                               | Raymond Beaty Sr.               |                         |
| 2014   | LOW DOWN ロウダウン Low Down                                                 | ダルトン                        | 日本劇場未公開          |
| 2015   | A Rising Tide                                                                | Tom Blake                       |                         |
| 2023   | Finestkind                                                                   | Dennis Sykes                    |                         |

### テレビシリーズ
| 放映年    | 邦題 原題                                                    | 役名                             | 備考                                 |
| --------- | ------------------------------------------------------------ | -------------------------------- | ------------------------------------ |
| 1986      | 愛と哀しみのマンハッタン I'll Take Manhattan                 | トビー                           | ミニシリーズ                         |
| 1988-1989 | 君の好きなリフレイン Almost Grown                            | ノーマン                         | 13エピソードに出演                   |
| 1990-1997 | ウイングス Wings                                             | ジョー・モンゴメリー・ハケット   | 172エピソードに出演                  |
| 1993      | クイーン Queen                                               | ジェームズ・ジャクソン・ジュニア | ミニシリーズ                         |
| 1996-2000 | スーパーマン アニメ・シリーズ Superman                       | クラーク・ケント / スーパーマン  | 50エピソードに声の出演               |
| 1998      | フロム・ジ・アース/人類、月に立つ From the Earth to the Moon | ジム・ロヴェル                   | ミニシリーズ                         |
| 1999      | スティーブン・キングの悪魔の嵐 Storm of the Century          | マイク・アンダーソン             | ミニシリーズ                         |
| 2000-2001 | 新・逃亡者 The Fugitive                                      | リチャード・キンブル             | 22エピソードに出演                   |
| 2004-2007 | ザ・ソプラノズ 哀愁のマフィア The Sopranos                   | JT・ドラン                       | 4エピソードに出演                    |
| 2005-2007 | Eyes                                                         | ハーラン・ジャッド               | 12エピソードに出演                   |
| 2006      | マダム・プレジデント 星条旗をまとった女神 Commander in Chief | キャメロン・マンチェスター       | 1エピソードに出演                    |
| 2006-2007 | The Nine                                                     | ニック・キャヴァナー             | 13エピソードに出演                   |
| 2007      | LAW & ORDER:性犯罪特捜班 Law & Order: Special Victims Unit   | カーティス神父                   | 第8シーズン第17話「家族の絆」        |
| 2007      | グレイズ・アナトミー 恋の解剖学 Grey's Anatomy               | ピート・ワイルダー               | 2エピソードに出演                    |
| 2007-2012 | プライベート・プラクティス 迷えるオトナたち Private Practice | ピート・ワイルダー               | 98エピソードに出演                   |
| 2011-2013 | The Daly Show                                                |                                  | 17エピソードに出演                   |
| 2013      | HAWAII FIVE-0 Hawaii Five-0                                  | レイ・ハーパー                   | 第4シーズン第2話「カウボーイの使命」 |
| 2014-2019 | マダム・セクレタリー Madam Secretary                         | ヘンリー・マッコード             | 120エピソードに出演                  |
| 2021-2023 | The Game                                                     | Colonel Ulysses S. Thatcher      | 9エピソードに出演                    |